# Rayle
Rayle és una població dels Estats Units a l'estat de Geòrgia. Segons el cens del 2000 tenia 139 habitants.

## Demografia
Segons el cens del 2000, Rayle tenia 139 habitants, 54 habitatges, i 38 famílies. La densitat de població era de 58,3 habitants/km².
Dels 54 habitatges en un 29,6% hi vivien nens de menys de 18 anys, en un 59,3% hi vivien parelles casades, en un 9,3% dones solteres, i en un 29,6% no eren unitats familiars. En el 27,8% dels habitatges hi vivien persones soles el 5,6% de les quals corresponia a persones de 65 anys o més que vivien soles. El nombre mitjà de persones vivint en cada habitatge era de 2,46 i el nombre mitjà de persones que vivien en cada família era de 3,03.
Per edats la població es repartia de la següent manera: un 25,9% tenia menys de 18 anys, un 5% entre 18 i 24, un 28,1% entre 25 i 44, un 26,6% de 45 a 60 i un 14,4% 65 anys o més.
L'edat mediana era de 39 anys. Per cada 100 dones de 18 o més anys hi havia 114,6 homes.
La renda mediana per habitatge era de 33.229 $ i la renda mediana per família de 33.542 $. Els homes tenien una renda mediana de 31.458 $ mentre que les dones 16.667 $. La renda per capita de la població era de 15.160 $. Entorn del 15,8% de les famílies i el 26,3% de la població estaven per davall del llindar de pobresa.

## Poblacions més properes
El següent diagrama mostra les poblacions més properes.